# Hôtel de préfecture de la Guadeloupe
L'hôtel de préfecture de la Guadeloupe (également connu sous le nom de palais d'Orléans ou palais du Gouverneur) est un bâtiment situé à Basse-Terre en Guadeloupe. Il sert de préfecture au département de la Guadeloupe.

## Historique
Le bâtiment est construit entre 1932 et 1935 sous la direction d'Ali-Georges Tur, architecte du Ministère des colonies, afin de servir de résidence au gouverneur de la Guadeloupe. Il s'inscrit dans le cadre d'un projet global du Ministère pour promouvoir le développement de la préfecture de la Guadeloupe — après les dégâts provoqués par l'ouragan Okeechobee de septembre 1928 et dans l'optique des célébrations du tricentenaire de la présence française sur l'île — qui incluait également le palais de justice de Basse-Terre et le palais du conseil général. L'administration préfectorale s'y installe en 1951.
Le 15 décembre 1997, la préfecture est partiellement classée au titre des monuments historiques après son inscription de 1993.